# Ignacio Cosidó
Ignacio Cosidó Gutiérrez (Salamanca, 31 de julio de 1965) es un político español del Partido Popular. Ha sido miembro de las Cortes Generales desde 2004 hasta 2019, siendo senador en la viii y xii y xiii legislaturas y diputado en la ix y x legislaturas.
Asimismo, ejerció como director general de la Policía Nacional entre 2012 y 2016.

## Biografía

### Primeros años
Nacido el 31 de julio de 1965 en Salamanca, Cosidó se licenció en Ciencias Políticas por la  Universidad Complutense de Madrid. Ha sido un colaborador destacado del Grupo de Estudios Estratégicos (GEES), un think-tank de ideario neoconservador.
Su actividad política comenzó en 1988, como secretario general de las «Juventudes Liberales». Posteriormente ejerció de secretario de Acción Política de las Nuevas Generaciones (NN.GG.) del Partido Popular (PP). Fue asesor de Defensa en el Grupo Parlamentario Popular en el Congreso de los Diputados en la VI Legislatura.
En 1994 leyó su tesis doctoral en historia por la  Universidad Nacional de Educación a Distancia ante un tribunal formado por el historiador Javier Tusell, por Juan Gómez Castañeda, por su colega en el GEES Florentino Portero, así como por dos diputados entonces del PP en el Congreso, Cristóbal Montoro y Luis Gamir Casares.
Diplomado también en Defensa Nacional por el Centro Superior de Estudios de la Defensa Nacional (CESEDEN), ha sido profesor asociado en la Universidad Carlos III de Madrid, en la Universidad Pontificia Comillas y en el Instituto Universitario Gutiérrez Mellado.
Tras la victoria del PP en las elecciones generales de 1996, se convirtió en Jefe de Gabinete del nuevo director general de la Guardia Civil, Santiago López Valdivieso.

### Primera etapa en las Cortes Generales

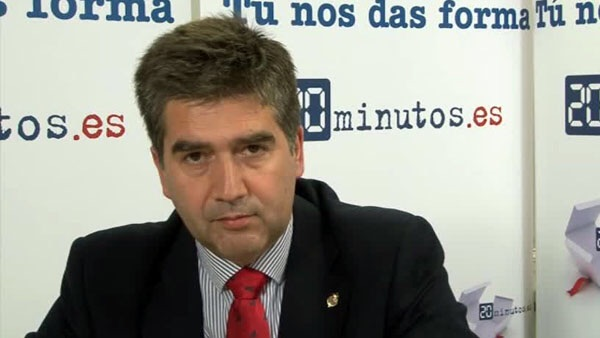
Entrevistado por 20minutos.es en marzo de 2011.

Cosidó fue elegido senador en las elecciones generales de 2004 por la circunscripción electoral de Palencia. Alineado al ala más reaccionaria del PP, adquirió perfil político criticando al PSOE —que había llegado al poder tras las elecciones de 2004— en la cámara alta durante la viii legislatura. En 2005, Cosidó crtiticó a Gregorio Peces-Barba, el nuevo alto comisionado de Apoyo a las Víctimas del Terrorismo y uno de los padres de la Constitución Española de 1978, tachando al jurista de «alto comisionado para el diálogo y el amparo de los verdugos terroristas». También se sumó a las teorías de la conspiración del 11M. Fue un asiduo columnista de Libertad Digital.
Resultó elegido diputado en el Congreso en las generales de 2008, representando a la provincia de Palencia durante la ix legislatura. Renovó su acta de diputado en las elecciones de 2011, ejerciendo brevemente de parlamentario en la x legislatura. En su trayectoria en la cámara baja ejerció de portavoz de Interior del Grupo Parlamentario Popular, distinguiéndose por sus críticas a Alfredo Pérez Rubalcaba, llegando Cosidó a implicar a este último en el caso Faisán.

### Director general de la Policía
Nombrado en diciembre de 2011 (con la victoria del PP en las generales de 2011 y la consiguiente llegada a la presidencia del Gobierno de Mariano Rajoy) como director general del Cuerpo Nacional de Policía (CNP), Cosidó tomó posesión del cargo el 2 de enero de 2012. Durante su mandato como director del CNP, Cosidó creó en 2012 la «Unidad de Planificación Estratégica y Coordinación», de funciones inciertas, más allá de una confusa definición genérica, y que de vez dedicarse simplemente al análisis de inteligencia ejecutaba labores similares a las del Centro Nacional de Inteligencia, conociéndose con el nombre informal de «pequeño CNI» o la «CIA de Cosidó».
Con el nombramiento como nuevo ministro de Interior de Juan Ignacio Zoido en noviembre de 2016, este último reestructuró los altos cargos del ministerio, cesando a Cosidó como director general.

### Vuelta al Senado

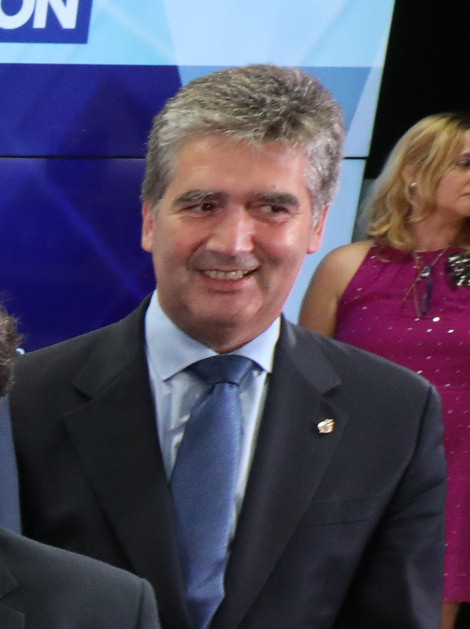
Fotografiado en septiembre de 2018, durante una conferencia de su jefe de filas en La Razón.

En diciembre de 2016, poco después de su cese como director general del Cuerpo de Policía, Cosidó volvió a la cámara alta, al ser designado senador por las Cortes de Castilla y León con el único apoyo en el parlamento regional del grupo parlamentario popular (lo que hizo necesaria una segunda ronda de votaciones); pasó a presidir en la Cámara alta la Comisión Especial sobre la Evolución de la Demografía.
Después del encumbramiento de Pablo Casado a la presidencia del Partido Popular (ahora en la oposición tras la moción de censura a Mariano Rajoy impulsada por el Grupo Parlamentario Socialista) en el verano de 2018, el nuevo líder del PP designó a Cosidó como portavoz del Grupo Popular en el Senado, donde el partido disfrutaba de mayoría absoluta.
En noviembre de 2018 un mensaje de WhatsApp de Cosidó dirigido a sus correligionarios del grupo popular en el Senado se hizo público. En el mensaje, que según Cosidó era el «reenvío» de otro que había recibido a través de un grupo privado que no quiso revelar, Cosidó explicaba el acuerdo alcanzado tentativamente entre el PSOE y el PP para la renovación del Consejo General del Poder Judicial (CGPJ), poniendo en valor que el cuerpo colegiado encargado del nombramiento de jueces tendría al magistrado de tendencia conservadora Manuel Marchena como presidente, a la vez que enfatizó que el PP mantendría la presidencia por la «puerta de atrás» de la Sala Segunda de lo Penal del Tribunal Supremo (responsable del enjuiciamiento a parlamentarios y a miembros del gobierno) y también presidiría la Sala 61 (responsable de la ilegalización de partidos políticos).
Duramente criticado por una percibida concepción partisana del funcionamiento del poder judicial, y con los rivales políticos pidiendo su dimisión, Cosidó lamentó el tono del mensaje pero declinó la posibilidad de dimitir, declarando contar con el pleno respaldo del líder de su partido, Casado. Marchena procedió entonces a renunciar a una candidatura para la presidencia dual del CGPJ y del Tribunal Supremo,
 y el PP declaró rota cualquier posibilidad de retomar negociaciones con el PSOE para la renovación del CGPJ mientras la ministra de Justicia Dolores Delgado no dimitiera, prolongándose de esta manera el mandato de Carlos Lesmes.
En diciembre de 2018 la sala número 61 del Supremo (una sala especial conformada por el presidente del Supremo Carlos Lesmes, los presidentes del resto de salas y los magistrados más antiguos y más nuevos de cada una de ellas) consideró «inaceptable» el contenido del mensaje, señalando que el mensaje «retrata» a su autor, que desconocería «por completo» el funcionamiento de la Administración de Justicia y que demostraría «una inaptitud de raíz para conocerla».
El 23 de julio de 2019 las Cortes de Castilla y León no renovaron su designación, designando en su lugar al político Javier Maroto.
No obstante, en septiembre de 2019 la Junta de Castilla y León encontró un puesto para Cosidó como «personal eventual».

## Pensamiento y filiación política
Católico practicante, Cosidó abraza un pensamiento conservador y profundamente religioso. Es hermano de la Cofradía Penitencial de Nuestro Padre Jesús Nazareno de Palencia y miembro del Opus Dei.
Se le considera adscrito al «ala dura» del PP. Fue destacado en algunos medios de comunicación como una de las figuras de mayor confianza en el partido de su entonces líder Pablo Casado.
En 2008 declaró que los inmigrantes musulmanes suponen «un riesgo para nuestra democracia» porque en sus costumbres e ideas traen a España un modelo de vida que presenta «incompatibilidades serias».

## Obras
Coautor
- Cosidó, Ignacio; Elía, Óscar (2010). España, camino de libertad. Madrid: FAES.[6]